# کالینیه
کالینیه (به سوئدی: Kallinge) یک منطقهٔ مسکونی در سوئد است که در بخش رونبی واقع شده‌است. کالینیه ۴٫۸۵ کیلومتر مربع مساحت و ۴٬۵۶۱ نفر جمعیت دارد.